# Konstantinos Konstantinu
Konstantinos Konstantinu fue un ciclista griego. Compitió en los Juegos Olímpicos de Atenas 1896.
Konstantinu participó en el evento de las 12 horas pista, sin poder finalizar la prueba. También estuvo en la prueba de la Maratón (87 km), sin poder llegar dentro de los mejores tres ciclistas.
- Datos: Q1207304